# Grundlicht
Als Grundlicht bezeichnet man im Bereich der Theaterbeleuchtung das die Bühne oder Szenenfläche vollständig ausleuchtende Personenlicht (Spiellicht) als das primäre Ergebnis des Einleuchtens der Bühne oder Szenenfläche.

## Anforderungen
Ausgangspunkt für das Einleuchten eines Grundlichtes sind im Wesentlichen zwei Anforderungen:
1. Die Erzeugung eines für die jeweilige Bühnenproduktion geeigneten Personenlichtes an jedem Punkt der Spielfläche. Hier muss zuallererst die Wirkung unterschiedlicher Lichtqualitäten, insbesondere der Lichtrichtung, auf Personen und Objekte berücksichtigt werden.
2. Die Aufteilbarkeit der Spielflächenbeleuchtung in lokal beleuchtete Spielzonen. Diese Anforderung ist eine ökonomische. Ihre Erfüllung ermöglicht es, einen großen Teil der (lokal begrenzten) Spielszenen aus dem Grundlicht zu bedienen.

## Arten
Es gibt verschiedene Möglichkeiten der Grundlichteinrichtung. Sie unterscheiden sich in den Parametern:
- Lichtrichtung (Position der Lichtquelle zum beleuchteten Objekt)
- Art der Lichtbündelung (abhängig vom optischen Funktionsprinzip der verwendeten Scheinwerfer)
- Lichtintensität
- Lichtfarbe

Die Entscheidung für eine Grundlichtart ist abhängig von der jeweiligen Bühnensparte sowie den Intentionen der Regie. Charakteristisch für eine Grundlichtart ist die annähernd gleiche Lichtqualität in Bezug auf Richtung, Bündelung, Intensität und Farbe an jedem Ort innerhalb der gesamten Spielfläche.